# 鲁滨逊克鲁索机场
鲁滨逊克鲁索机场（西班牙語：Aeródromo Robinson Crusoe）是一个服务位于距离智利海岸620公里的鲁宾逊克鲁索岛的机场。此机场位于瓦尔帕莱索大区，距离瓦尔帕莱索685（426英里）。
鲁滨逊克鲁索岛归航台（标识：IRC）位于该岛东部，机场东北偏东5.5海里（10.2）处。